# Ivan Loïko
Ivan Alexandrovitch Loïko (en russe : Иван Александрович Лойко), né le 24 janvier 1892 (5 février dans le calendrier grégorien) et probablement mort en 1936, est un as de l'aviation de la Première Guerre mondiale.
Il est crédité de six victoires aériennes confirmées par les archives conservées.
Il commande une unité de chasse, le 9e détachement d'aviation de chasse. Après avoir servi le tsar jusqu'à la révolution d'Octobre, il rejoint les armées blanches en décembre 1918. Après la guerre civile, il passe au service dans l'armée de l'air du royaume de Yougoslavie en 1921.
De 1924 à 1929, Loïko sert dans l'armée de l'air rouge.
En 1929, il est reconnu coupable d'espionnage au profit de la Roumanie et condamné à dix ans d'emprisonnement. Il passe cinq ans sur l'île de Vaïgatch et y reste après sa libération de captivité.
Il y serait mort en avril 1936.

## Biographie

### Formation et service militaire
Ivan Loïko est né dans une famille de la classe moyenne à Minsk. Une fois ses études scolaires terminées, il s'inscrit à l'école militaire Alexeïevski en 1909. En 1912, il obtient son diplôme de Podpraporchtchik et est affecté au 59e bataillon d'infanterie de réserve. Ses performances militaires sont telles qu'il est promu Praporchtchik à la mi-1913. Le 14 octobre 1914, il est promu Podporoutchik. En novembre, il a demandé une formation à l'école de pilotage militaire de Sébastopol. Il y entame ses études le 10 décembre 1914. Le 20 avril 1915, il obtient son diplôme de pilote militaire.

### Service aérien pendant la Première Guerre mondiale
Le 1er mai 1915, il est affecté au détachement aérien du 30e Corps près de Przemysl, effectuant des missions de reconnaissance en Voisins et Farmans. Il gagne rapidement le respect de ses collègues pilotes pour ses performances en tant que pilote et officier. Le 30 mai 1915, il obtient le droit de porter l'insigne de pilote militaire sur son uniforme. Au cours des 13 mois suivants, Loïko effectue plus de 100 sorties sur des Voisins. Il est considéré pour prendre le commandement de son unité, mais, le 20 juillet 1916, il obtient le commandement d'un détachement de chasse en formation, le 9e détachement d'aviation de chasse. Le commandement de Loïko était d'une variété intransigeante rarement vue dans les unités russes. Il assigne les meilleurs avions de son unité aux pilotes les plus agressifs. D'un autre côté, les pilotes qui se sont trompés d'une manière ou d'une autre se retrouveraient relégués à des machines plus anciennes.
Lorsque le royaume de Roumanie déclare la guerre aux puissances centrales le 27 août 1916, le 9e détachement y est réaffecté, à compter du 2 septembre 1916. Il n'atteint sa base d'Okna que début octobre. Loiko effectue sa première mission de chasse le 26 octobre 1916. Alors qu'il suivait deux ailiers, Loïko se rapproche d'un avion ennemi qu'il attaque d'un tir de mitrailleuse à bout portant. L'ennemi dévisse sur le côté et a chute à terre près des troupes russes. Loïko remporte une autre victoire le 27 décembre.
Les conditions météorologiques à la fin de l'année étaient mauvaises pour le vol, mais Loïko conserve son entraînement en effectuant plusieurs patrouilles chaque mois. L'activité aérienne sur le front ne reprend qu'en avril 1917. Loïko remporte sa troisième victoire le 11 mai. Un accident à l'atterrissage avec le Morane-Saulnier H no 732 le 13 juin 1917 endommage gravement la machine, mais Loïko s'en tire avec des blessures mineures.
La série de victoires homologuées de Loïko s'interrompt lorsque la révolution d'Octobre s'empare de l'Empire russe. La carrière militaire de Loïko au cours de la dernière année de la Première Guerre mondiale est inconnue, bien qu'il soit resté avec le 9e détachement d'aviation de chasse.

### Après la Première Guerre mondiale
En décembre 1918, Loiko rejoint l'armée des volontaires en tant que capitaine. Il sert dans l'état-major du général Wrangel et est promu à Polkovnik (colonel). Les pilotes de l'armée des volontaires harcèlent la cavalerie bolchevique, la dispersant avec des bombes et des mitrailleuses, avec la participation de Loïko. Lorsque l'armée de Wrangel évacue la Russie via la Crimée en novembre 1920, Loïko l'accompagne.
À partir de 1921, il sert comme instructeur de vol dans l'armée de l'air du royaume de Yougoslavie à Novi Sad.
En 1923, Loiko rentre en Russie avec un Breguet 19 volé.
De 1924 à 1929, il sert comme instructeur de vol dans la nouvelle armée de l'air soviétique. Son passage à la deuxième école de pilotage de Borissoglebsk se termine en 1929, lorsqu'il est inculpé d'espionnage au profit de la Roumanie. Il est condamné à dix ans de prison et envoyé aux mines de plomb et de zinc de l'île de Vaïgatch. Libéré prématurément, en 1934, il reste à Vaïgatch en tant qu'employé civil. Il y a une forte suspicion qu'Ivan Loiko se soit suicidé en avril 1936, mais aucune preuve définitive.

## Liste des victoires aériennes
Les victoires confirmées sont numérotées et classées par ordre chronologique.
| N°  | Date/heure               | Avion                      | Ennemi                         | Résultat                                                                                    | Emplacement                                | Remarques                                                                                |
| --- | ------------------------ | -------------------------- | ------------------------------ | ------------------------------------------------------------------------------------------- | ------------------------------------------ | ---------------------------------------------------------------------------------------- |
| n/c | 3 octobre 1916           | Nieuport 10 no N714        | Ennemi biplace                 | Abattu ; tombé en territoire ennemi                                                         | Près de Vatra Dornei                       |                                                                                          |
| 1   | 26 octobre 1916          | Morane-Saulnier L          | Avion ennemi                   | L'ennemi a plongé verticalement vers les lignes de défense roumaines                        | Gare de Mamalyga                           |                                                                                          |
| 2   | 27 décembre 1916         | Nieuport 11                | Hansa-Brandebourg CI no 63.79  | Un équipage ennemi capturé après s'être écrasé près des troupes russes                      | Onesti                                     | Victime de la Fliegerkompanie austro-hongroise 13                                        |
| 3   | 10 mai 1917              | Morane-Saulnier I no MS732 | Avion ennemi                   | Descendu entre la rivière Cașin et la rivière Putna                                         | Entre la rivière Cașin et la rivière Putna |                                                                                          |
| n/c | 18 juillet 1917          | Nieuport 17 no N1448       | Hansa-Brandebourg CI s/n 67.52 | Observateur tué ; Augustin Novák s'est écrasé près de ses propres troupes près de Comănești | Vermeshty                                  | Victimes de la Fliegerkompanie austro-hongroise 39 ; vérifié par les enregistrements AH. |
| 4   | 4 septembre 1917         | Nieuport 17 no N1443       | Ennemi biplace                 | Tombé près des tranchées de la première division d'infanterie russe                         | Sud de Rădăuți, Roumanie                   | Victoire partagée avec Grigoriy Suk ,                                                    |
| 5   | 6 septembre 1917         | Nieuport 17 no N1443       | Ennemi biplace                 | Écrasé                                                                                      | Cuca, Arges, Roumanie                      | Victoire partagée                                                                        |
| n/c | 7 septembre 1917         | Nieuport 17 no N1448       | Ennemi biplace                 |                                                                                             | Au sud de Raudatz                          |                                                                                          |
| n/c | 8 septembre 1917 à 18h30 | Nieuport 17 no N1448       | Ennemi biplace                 | Écrasé                                                                                      | Sous-Gorodniki                             | Revendication partagée avec Grigori Souk                                                 |
| 6   | 12 septembre 1917        | Nieuport 17 no N1448       | CI Hanse-Brandebourg           | Fumée traînante descendue ; atterri derrière ses propres lignes                             | Raudatz                                    | Victime de la Fliegerkompanie austro-hongroise 40 ; victoire partagée avec Grigori Souk, |
| 7   | 24 septembre 1917        | Nieuport 17 no N1448       | CI Hanse-Brandebourg           | Le pilote a atterri sur son propre aérodrome avec un observateur mort à bord                |                                            |                                                                                          |
| 8   | 3 octobre 1917           | Nieuport 23 no N5045       | Avion ennemi                   | L'aile s'est cassée ; se vautrer engin jeté observateur par-dessus bord                     | Yazlovets                                  | Victoire partagée,                                                                       |